# Stręgacznik
Stręgacznik, zwany też Trójkątnym Stawem lub Wyżnim Białym Stawem (słow. Trojuholníkové pleso, Trojrohé pleso, niem. Triangel-See, węg. Háromszög-tó) – drugi pod względem wielkości ze stawów znajdujących się w Dolinie Białych Stawów w północno-wschodniej części Tatr Wysokich na Słowacji.
Staw znajduje się w dolnej części doliny, na poziomie 1620 m n.p.m. Jego powierzchnia według pomiarów przeprowadzonych przez TANAP w latach 1961–1966 wynosi 0,170 ha, starsze pomiary Józefa Szaflarskiego podają 0,198 ha. Powierzchnia jeziora zmniejsza się wskutek postępującego zatorfienia. Stręgacznik ma 85 m długości i 70 m szerokości (według Szaflarskiego odpowiednio 102 m i 44 m) oraz 1,2 m głębokości. Jest otoczony osadami morenowymi.
Staw należy do grupy jeziorek i oczek wodnych w Dolinie Białych Stawów, obejmowanych wspólną nazwą Białych Stawów. Kilkaset metrów na północ od niego znajduje się największy w dolinie Wielki Biały Staw, pozostałe stawy to Małe Białe Stawy, Niżni i Wyżni Rzeżuchowy Stawek oraz Żółty Stawek.
Stręgacznik ma kształt zbliżony do trójkąta i stąd bierze się jego alternatywna nazwa oraz nazwy w innych językach. Jego brzegi to torfowisko z mchami i dość obficie występującymi wełniankami.

## Szlaki turystyczne
– końcowy odcinek znakowanej czerwono Magistrali Tatrzańskiej, prowadzący ze schroniska nad Zielonym Stawem (Chata pri Zelenom plese) nad Wielki Biały Staw. Czas przejścia: 35 min w obie strony

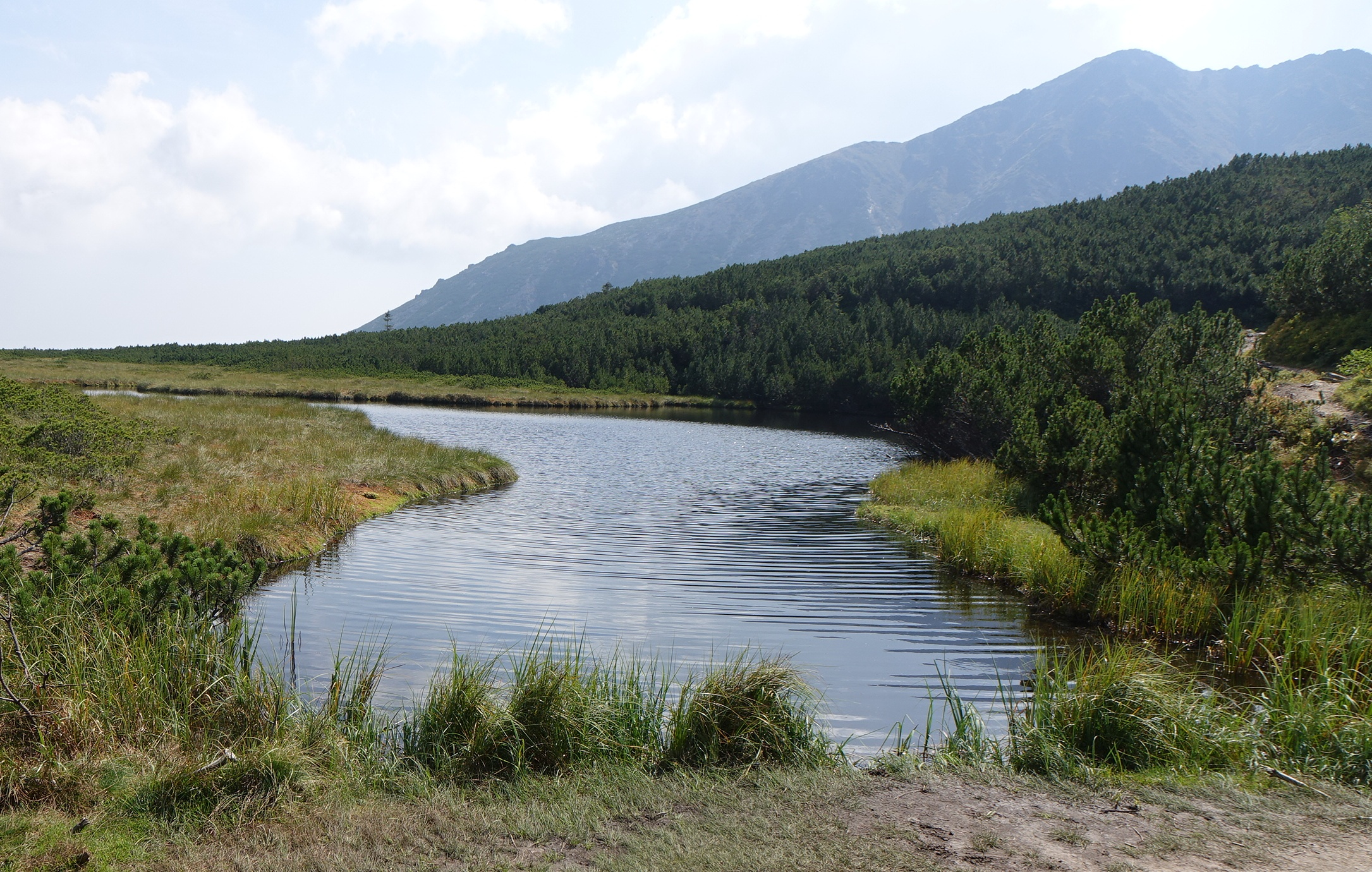
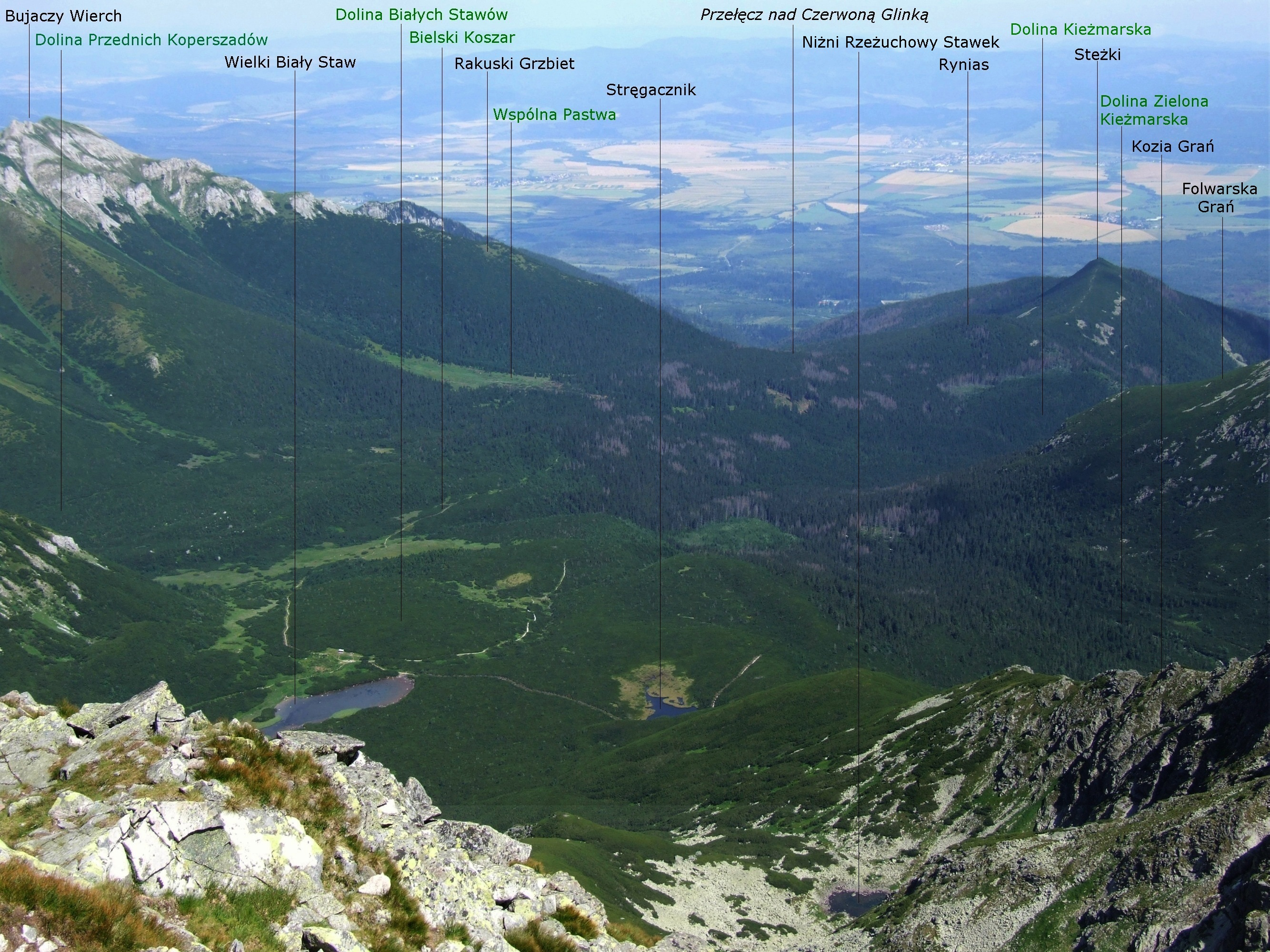
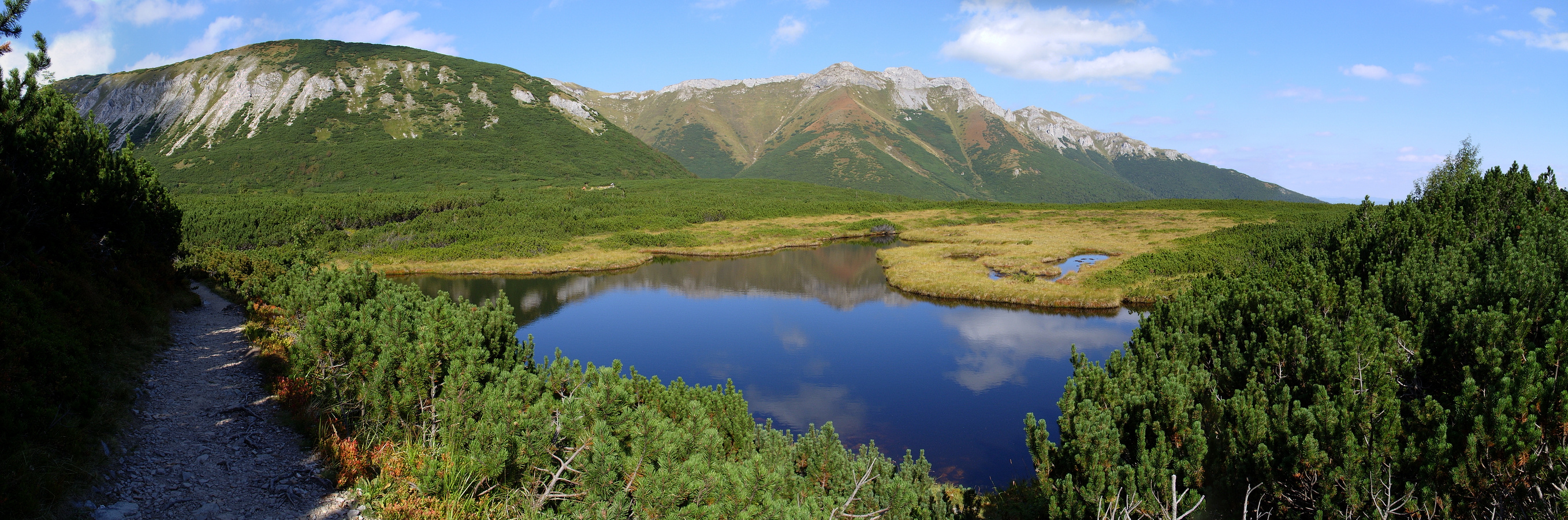